# Huis Dampierre

Wapen van het huis Dampierre (Aube).

Het huis Dampierre was de adellijke familie van de heren van Dampierre-sur-l'Aube, die door hun huwelijken in het bezit kwamen van talrijke andere bezittingen in het koninkrijk Frankrijk, maar deze echter niet lang in handen zouden kunnen houden. Daaronder bevonden zich:
- de heerlijkheid Bourbon
- de graafschappen Nevers, Auxerre, Tonnerre en Rethel
- het graafschap Vlaanderen
- het markgraafschap Namen
- het vrijgraafschap Bourgondië
- het graafschap Artesië
- de hertogdommen Brabant en Limburg

Het (in de 16e eeuw uitgestorven) huis Dampierre leverde niet alleen de stammoeder van het huis Bourbon en het huis Valois-Bourgondië, maar ook een wezenlijk deel van de territoria van deze families op. 
Naast het huis Dampierre uit Dampierre-sur-l'Aube waren er talrijke andere adellijke geslachten met de naam Dampierre, waarvan er twee nog steeds afstammelingen hebben.

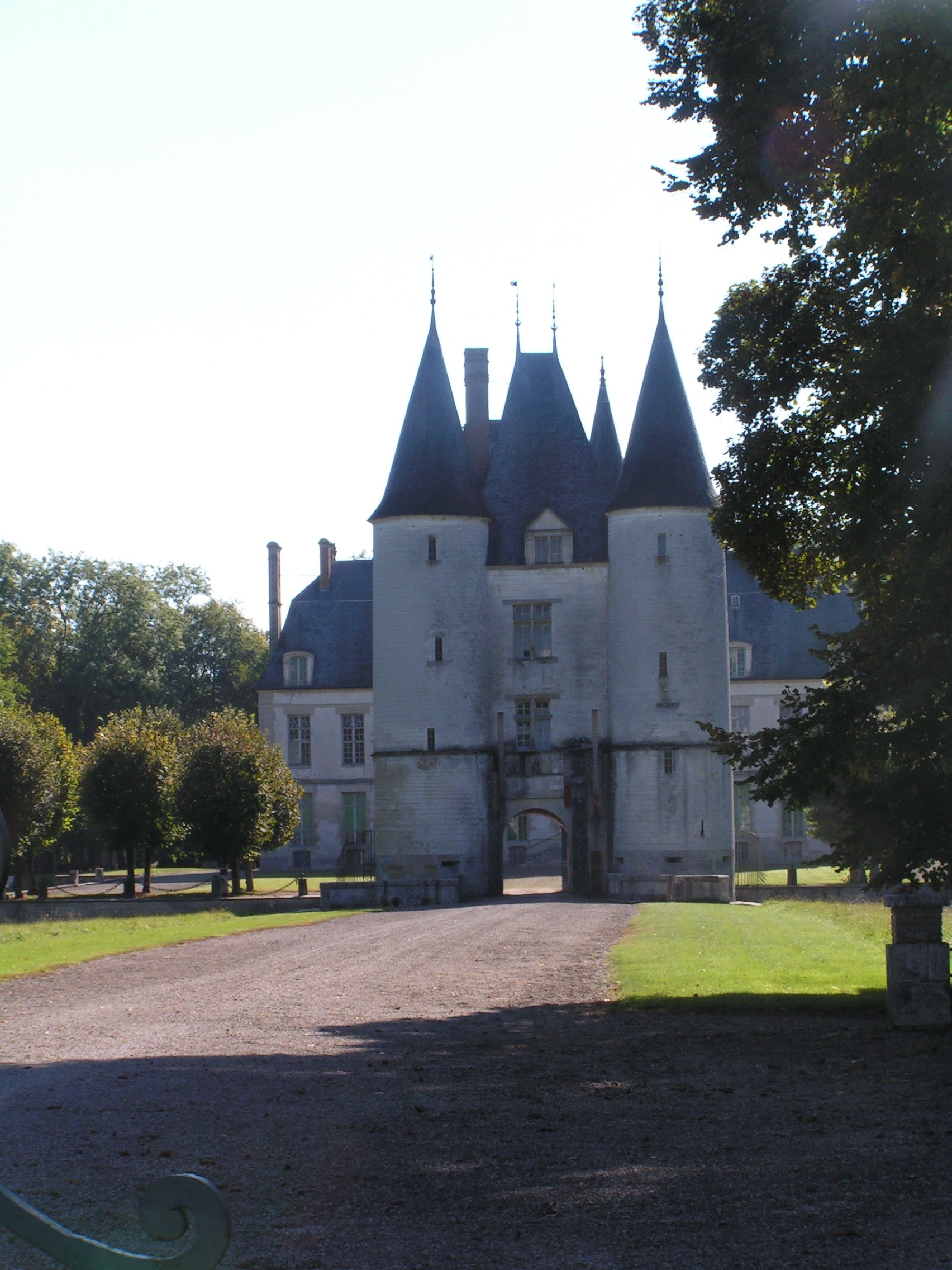
Het slot Dampierre-sur-l'Aube.

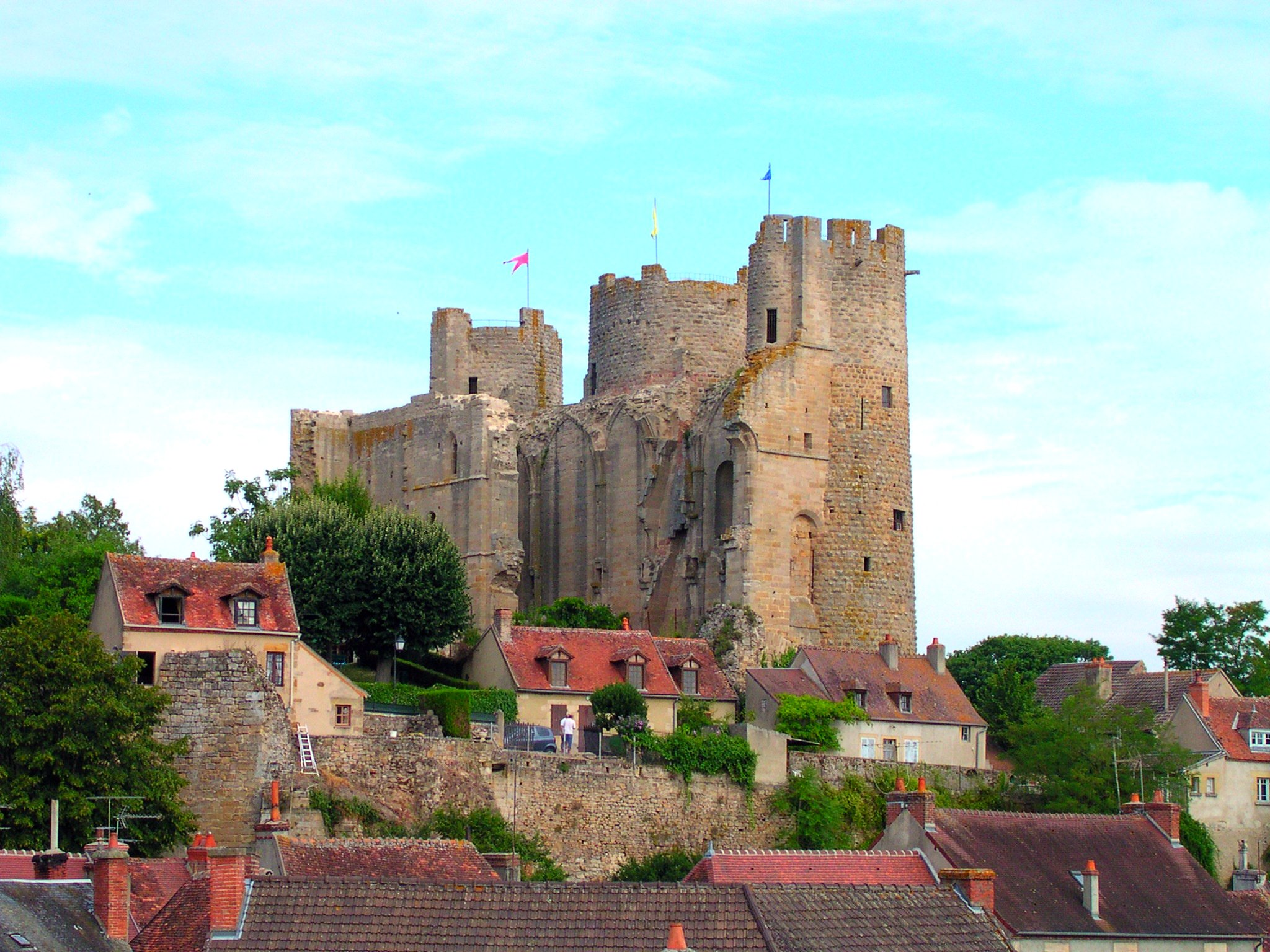
De burcht Bourbon-l'Archambault.

## Stamlijst (uittreksel)

### De heren van Dampierre en Bourbon
1. Vitier (Gauthier) van Moëslains ( - (?) 1080)
  1. Hugo, rond 1074/1082 bisschop van Troyes
  2. Thibaut van Dampierre-sur-l’Aube (- 1106/1107); ∞ Elizabeth van Montlhéry, dochter van Milo I de Grote (huis Montlhéry)
    1. Gwijde I, rond 1130 burggraaf van Troyes, heer van Dampierre, Saint-Dizier, Moeslain en Saint-Just
      1. Willem I ( - voor 1161)
        1. Gwijde II, in 1196 heer van Bourbon; in 1202 heer van Montluçon ( - 1216); ∞1196 Mathilde I van Bourbon ( - 1228), dochter van Archimbald van Bourbon en Adelheid van Bourgondië
          1. Archimbald VIII, heer van Bourbon ( - 1242)
            1. Archimbald IX, heer van Bourbon ( - 1249); ∞ Yolande van Châtillon-sur-Marne, gravin van Nevers, Auxerre en Tonnerre, † 1254, dochter van Gwijde I, graaf van Saint-Pol (huis Châtillon)
              1. Mathilde II van Bourbon ( - 1262), vrouwe van Bourbon, gravin van Nevers, Auxerre en Tonnerre; ∞ Odo, erfhertog van Bourgondië ( - 1266) (oudere huis Bourgondië)
              2. Agnes II ( - 1288), vrouwe van Bourbon, ∞ I Jan van Bourgondië, in 1248 heer van Bourbon ( - 1268) (oudere huis Bourgondië); ∞ II Robert II, graaf van Artesië ( - 1302) (huis Capet-Artesië)
                1. (I) Beatrix (Béatrice) ((?) 1257 - 1 oktober 1310) vrouwe van Bourbon; ∞ zomer 1272 Robrecht, in 1269 graaf van Clermont-en-Beauvaisis, in 1272 heer van Bourbon (- 7 februari 1318 (huis Capet)

            2. Margaretha ( - 1256); ∞ Theobald IV, graaf van Champagne, koning van Navarra ( - 1253) (huis Blois)
            3. Maria ( - 1274); ∞ Jan I, graaf van Dreux en Braine (huis Capet-Dreux)

          2. Willem II, heer van Dampierre ( - 1231); ∞ Margaretha II, gravin van Vlaanderen en Henegouwen ( - 1280), dochter van Boudewijn IX (VI) van Constantinopel, Latijns keizer van Constantinopel (huis Vlaanderen) – Nakomelingen zie hieronder

      2. Gwijde, in 1163 bisschop van Châlons

### De heren van Dampierre en Saint-Dizier
1. Willem II, heer van Dampierre ( - 1231); ∞ Margaretha II, gravin van Vlaanderen en Henegouwen (- 1280), dochter van Boudewijn IX (VI), Latijns keizer van Constantinopel – voorouders zie hierboven
  1. Willem III, heer van Kortrijk, als Willem II co-regent in Vlaanderen ( - 1251); ∞ Beatrix van Brabant ( - 1288), dochter van Hendrik II, hertog van Brabant, weduwe van Hendrik Raspe, landgraaf van Thüringen en rooms-Duits koning
  2. Gwijde (Guy), markgraaf van Namen, graaf van Vlaanderen (- 1305); ∞ I Mathilde van Béthune ( - 1264), dochter van Robert VII, erfgename van Bethune, Dendermonde, enz.; ∞ II Isabella van Luxemburg, dochter van Hendrik V, graaf van Luxemburg – nakomelingen zie hieronder
  3. Jan I, heer van Dampierre, enz., burggraaf van Troyes ( - 1258); ∞ Laura van Lotharingen, dochter van Mattheus II, hertog van Lotharingen (huis Châtenois)
    1. Jan II, heer van Dampierre, burggraaf van Troyes ( - vóór 1307); ∞ Isabella van Brienne ( - voor 1307), dochter van Jan van Brienne († 12 juni 1294), graaf van Eu (huis Brienne)
      1. Margaretha, vrouwe van Dampierre en Saint-Dizier ( - 1316); ∞ Gaucher II, graaf van Porcéan ( - 1325) (huis Châtillon)
      2. Jeanne, vrouwe van Moeslain, ∞ Miles VII van Noyers, maarschalk van Frankrijk

    2. Willem IV (- na 1314), heer van Saint-Dizier, enz.
      1. Etienne van Saint-Dizier ( - 1328)
        1. Béraud van Saint-Dizier ( - 1342)

      2. Jan II van Saint-Dizier, geattesteerd in 1314/1327
        1. Jan V, geattesteerd in 1367
          1. Eduard ( - 1401)

      3. Godfried van Saint-Dizier ( - 1356 in de slag bij Poitiers)
        1. Hendrik ( - 1376)
          1. Jeanne ( - na 1408)

        2. Jan, ( - 1375), bisschop van Verdun

  4. Jeanne; ∞ I, Hugo II, graaf van Rethel ( - 1243); ∞ II Theobald II, graaf van Bar ( -  1291) (huis Scarponnois)

### De graven van Vlaanderen
1. Gwijde (Guy), markgraaf van Namen, graaf van Vlaanderen ( - 1305); ∞ I Mathilde van Béthune ( - 1264), dochter van Robert VII, erfgename van Béthune, Dendermonde, enz.; ∞ II Isabella van Luxemburg, dochter van Hendrik V, graaf van Luxemburg – voorouders zie hierbovn
  1. (I) Robrecht van Béthune ( - 1322), graaf van Nevers en Vlaanderen; ∞ Blanca van Anjou (1250-1269), dochter van Karel van Anjou, koning van Napels en Sicilië; ∞ II Yolande (- 1280), gravin van Nevers,  Auxerre en Tonnerre, dochter van Odo, erfhertog van Bourgondië (oudere huis Bourgondië)
    1. (II) Lodewijk I ( - 1322), graaf van Nevers en Rethel, erfgraaf van Vlaanderen; ∞ Johanna, gravin van Rethel (- (?) 1325), erfdochter van graaf Hugo IV
      1. Johanna ( - 1374); ∞ Jan IV, hertog van Bretagne ( - 1345)
      2. Lodewijk I ( - 1346), graaf van Vlaanderen, Nevers en Rethel; ∞ Margaretha ( - 1382), paltsgravin van Bourgondië, gravin van Artesië, dochter  van Filips V, koning van Frankrijk (huis Capet)
        1. Lodewijk II van Male ( - 1383), graaf van Vlaanderen, Nevers, Rethel, Artesië, paltsgraaf van Bourgondië; ∞ Margaretha van Brabant (1323-1380), dochter van Jan III, hertog van Brabant
          1. Margaretha III ( - 1405), gravin van Vlaanderen, Nevers, Rethel, Artesië, paltsgravin van Bourgondië, hertogin van Brabant en Limburg; ∞ I Filips van Rouvres, hertog van Bourgondië ( - 1361) (oudere huis Bourgondië); ∞ II Filips de Stoute ( - 1404), hertog van Bourgondië (huis Valois-Bourgondië)
          2. (buitenechtelijk, moeder onbekend): Lodewijk (- 1396), heer van Praet
            1. Jan I, geattesteerd in 1411/1439, heer van Praet en Woestine
              1. Lodewijk II ( - 1488), heer van Praet en Woestine, Beveren en Omlede; ∞ Louisse van Brugge, dochter van Jan van Gruuthuse
                1. Lodewijk III ( - 1490), heer van Praet en Woestine; ∞ Isabella van Bourgondië, vrouwe van Elverdinge en Vlamertinge, dochter van Jan bastaard van Bourgondië (huis Valois-Bourgondië)
                  1. Lodewijk IV (- 1556), heer van Praet, enz., stadhouder van Holland en Zeeland, ridder in de Orde van het Gulden Vlies; ∞ Jossine van Praet (- 1546), erfdochter van Karel
                    1. Jan II ( - 1545), heer van Praet; ∞ Jacoba van Bourgondië (1523-1556), dochter van Adolf van Bourgondië, heer van Beveren, enz., ridder in de Orde van het Gulden Vlies (huis Valois-Bourgondië)

    2. (II) Robert, graaf van Marle ( - 1331); ∞ Johanna van Bretagne, vrouwe van Nogent-le-Rotrou (- 1363), dochter van Arthur II, hertog van Bretagne (huis Capet-Dreux)
    3. (II) Johanna ( - 1333); ∞ Enguerrand IV van Coucy, burggraaf van Meaux ( - 1310) (huis Boves)

  2. (I) Willem IV zonder Land ( - 1311), heer van Dendermonde en Crèvecœur; ∞ Adelheid (Alix) van Clermont, dochter van Raoul II van Clermont, constable van Frankrijk, heer van Nesle, en Adelheid (Alix) van Dreux, burggravin van Châteaudun
    1. Willem, heer van Nesle en Dendermonde, burggraaf van Châteaudun ( - 1320)
    2. Jan, Heer van Crèvecoeur ( - 1325)
      1. Maria, erfgename van Nesle ( - 1347/1357); ∞ Enguerrand I, heer van Amboise ( - 1362/1373) (huis Amboise)
      2. Margaretha ( - na 1372); ∞ Willem van Craon, in 1340 burggraaf van Châteaudun (huis Craon)

    3. Guido V, heer van Richebourg ( - 1345)
      1. Adelheid (Alix), erfgename van Richebourg ( - 1346); ∞ Jan I van Luxemburg, graaf van Ligny en Roussy ( - 1364)
        1. Jan van Luxemburg-Ligny ( - 1373)

    4. Maria, burggravin van Châteaudun; ∞ Robrecht VII, graaf van Auvergne und Boulogne, † 1325 (huis Auvergne)

  3. (I) Jan ( - 1291/1292), bisschop van Metz, bisschop van Luik
  4. (I) Filips ( - 1308), graaf van Teano
  5. (I) Margareta, † 1285; ∞ Jan I, hertog van Brabant ( - 1294)
  6. (I) Beatrix, † 1296; ∞ Floris V, graaf van Holland ( - 1296) (Gerulfingen)
  7. (I) Maria ( - 1297); ∞ Willem van Gulik, zoon van Willem IV, graaf van Gullik ( - 1278)
  8. (II) Jan I, markgraaf van Namen ( - 1330); ∞ Margaretha van Clermont ( - 1309), dochter van Robrecht, graaf van Clermont-en-Beauvaisis – Nakomelingen: zie hieronder
  9. (II) Gwijde ( - 1311), (betwist) graaf van Zeeland, ∞ Margaretha van Lotharingen ( - 1344/1349), dochter van Theobald II, hertog van Lotharingen (huis Châtenois)
  10. (II) Hendrik ( - 1337), graaf van Lodi; ∞ Margaretha van Kleef, dochter van Diederik VII van Kleef, graaf van Kleef
    1. Hendrik, heer van Ninove ( - 1366)

  11. (II) Margaretha van Dampierre (1272-1331); I Alexander, erfprins van Schotland ( - 1283), zoon van Alexander III, koning van Schotland; ∞ II Reinoud I, graaf van Gelre ( - 1326)
  12. (II) Beatrix van Dampierre ( - na 1307); ∞ Hugo II van Châtillon, graaf van Blois en Dunois ( - 1307)
  13. (II) Filippa van Vlaanderen (? - 1306), verloofd met Eduard II, prins van Wales
  14. (II) Isabella van Dampierre (1275-1333),  ∞ in 1307 Jan I, heer van Fiennes

### De markgraven van Namen
1. Jan I, markgraaf van Namen ( - 1330); – voorouders zie hierboven 
 ∞ (I) Margaretha van Clermont ( - 1309), dochter van Robrecht, graaf van Clermont-en-Beauvaisis 
 ∞ (II) Maria van Artesië (1291 - 1365), dochter van Filips van Artesië, heer van Conches-en-Ouche, en Blanche van Bretagne
  1. (II) Jan II van Namen ( - 1335), graaf van Namen
  2. (II) Gwijde II van Namen ( - 1336), graaf van Namen
  3. (II) Filips III van Namen ( - 1337), graaf van Namen
  4. (II) Willem I de Rijke ( - 1391), graaf van Namen; ∞ I Johanna van Henegouwen ( - 1350), gravin van Soissons (huis Avesnes); 
∞ II Catharina van Savoye ( - 1388), dochter van Lodewijk II van Savoye-Vaud, weduwe van Azzo Visconti en Raoul II van Brienne
    1. (II) Maria ( - 1412); ∞ Gwijde II van Chatillon, graaf van Soissons, graaf van Blois
    2. (II) Willem II ( - 1418), graaf van Namen; ∞ I, Maria van Bar, dochter van Robert I, hertog van Bar (huis Scarponnois)
    3. (II) Jan III ( - 1429), verkocht Namen in 1421, onder voorbehoud van een levenslang vruchtgebruik aan Filips de Goede, hertog van Bourgondië
    4. (II) Blanca van Namen (1316 - 1363); ∞ Magnus II van Zweden (1048-1069)
    5. Jan van Namen (buitenechtelijk), geestelijke, geattesteerd in 1362/1379
    6. Willem van Vlaanderen (buitenechtelijk), geestelijke, geattesteerd in 1362/1391

  5. (II) Robert ( - 1391); ∞ I Isabella van Henegouwen ( - 1361), dochter van Willem III, graaf van Holland en Henegouwen
    1. Robert (buitenechtelijk), geestelijke, geattesteerd in 1363/93
    2. Filips (buitenechtelijk), geestelijke, geattesteerd in 1404

  6. (II) Lodewijk ( - 1378/1386); ∞ Isabella van Roucy ( - na 1396), vrouwe van Roucy, erfgename van Robert II, graaf van Roucy (huis Pierrepont)
  7. (II) Elizabeth ( - 1382); ∞ Ruprecht I, keurvorst van de Palts ( - 1390)

## Andere families genaamd de Dampierre
Naast de hierboven behandelde heren van Dampierre (Aube) waren er in Frankrijk veertien andere adellijke geslachten genaamd Dampierre, van dewelke er nog twee nakomelingen hebben: 

Wapen van Dampierre(-Saint-Nicolas)

Een van deze is de familie Dampierre uit Picardië met stamhuis in Dampierre-Saint-Nicolas in het departement Seine-Maritime, dat in 1154 met Robert de Dampierre voor het eerst wordt geattesteerd. Ze werd met Peter (III) de Dampierre de Millancourt (1691–1754) in de markies-stand met primogenituur verheven, dewelke nu wordt vertegenwoordigd door Elie de Dampierre (1952 - ). De burggraaf Richard de Dampierre (1857–1906), afkomstig uit een jongere tak van dit huis, werd door de paus tot hertog van San Lorenzo Nuovo verheven, een titel, die met de dood van zijn kleinzoon Richard (1916–2004) weer verdween; diens zus Emanuelle (1913–2012) trouwde in 1935 met de Spaanse prins Jaime van Bourbon.
De tweede nog afstammelingen kennende familie is de familie du Val, comtes de Dampierre uit de Champagne, met als zetel het slot Hans (Marne). Uit deze familie was de keizerlijke veldmaarschalk uit de Dertigjarige Oorlog Henri du Val, comte de Dampierre (1580–1620) alsook de Franse generaal Maurice Henri du Val, comte de Dampierre (1823–1892).